# 北惯镇
北惯镇，是中华人民共和国广东省阳江市阳东区下辖的一个乡镇级行政单位。

## 行政区划
北惯镇下辖以下地区：
北惯社区、北平社区、平地村、赤平村、彭村、赤光村、四朗村、东莺村、那霍村、台丹村、林屋村、利屋村、北惯村、四平村和三宝垌村。